# Layahima zonata
Layahima zonata is een insect uit de familie van de mierenleeuwen (Myrmeleontidae), die tot de orde netvleugeligen (Neuroptera) behoort. 
Layahima zonata is voor het eerst wetenschappelijk beschreven door Navás in 1919.